# Мизинто
Мизѝнто (на италиански: Misinto, на западноломбардски: Misent, Мизент) е градче и община в Северна Италия, провинция Монца и Брианца, регион Ломбардия. Разположено е на 250 m надморска височина. Населението на общината е 5078 души (към 2010 г.).
До 2004 г. общината е част от провинция Милано.